# Nils-Eric Fougstedt
Nils-Eric Fougstedt (Raisio, 24. svibnja 1910. – Helsinki, 12. travnja 1961.) bio je finski dirigent i skladatelj klasične glazbe. Glazbeno obrazovanje započeo je na Helsinškom konzervatoriju, nakon čega se od 1933. do 1937. usavršava na Akademiji Sibelius te na seminarima u Salzburgu, Berlinu, Italiji, Francuskoj i SAD-u. 
1938. godine postao je šef dirigent Simfonijskog orkestra Finskog radija i na toj poziciji je ostao do svoje smrti 1961. godine. Tijekom ravnanja orkestrom proširio je repretoar koji je orkestar izvodio, a 1940-ih je osnovao Zbor Finskog radija.
Na Akademiji Sibelius, koju je i sam pohađao u mladosti, predavao je dirigiranje i glazbenu teoriju. Bio je član Švedske kraljevske glazbene akademije, koja mu je 1960. godine dodijelila titulu počasnog profesora.
Skladao je dvije simfonije, po jedan koncert za glasovir i violončelo, jednu orkestralnu suitu, varijacije na temu finskih vojnika, komornu glazbu, kantate i pjesme. Među poznatiji djelima ističu se Angoscia (1954.), Trittico sinfonico (1958.) i Aurea dicta (1959.).

## Vanjske poveznice
- (njem.) Nils-Eric Fougstedt - radovi i djela u katalogu Njemačke nacionalne knjižnice